# (37774) 1997 GC25
1997 GC25 (asteroide 37774) é um asteroide da cintura principal. Possui uma excentricidade de 0.17884050 e uma inclinação de 0.46899º.
Este asteroide foi descoberto no dia 7 de abril de 1997 por Spacewatch em Kitt Peak.